# Rothia micropales
Rothia micropales là một loài bướm đêm trong họ Noctuidae.

## Hình ảnh

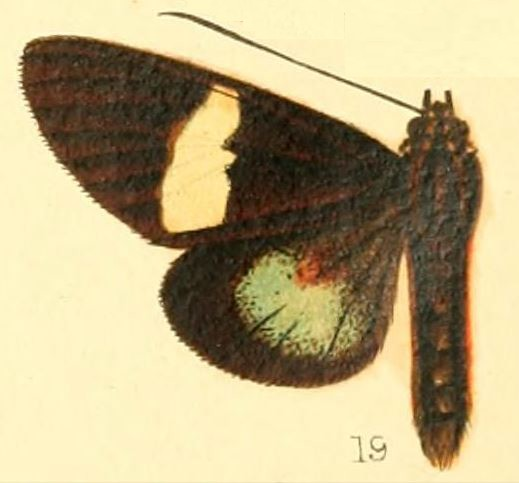